# Erich Kranz

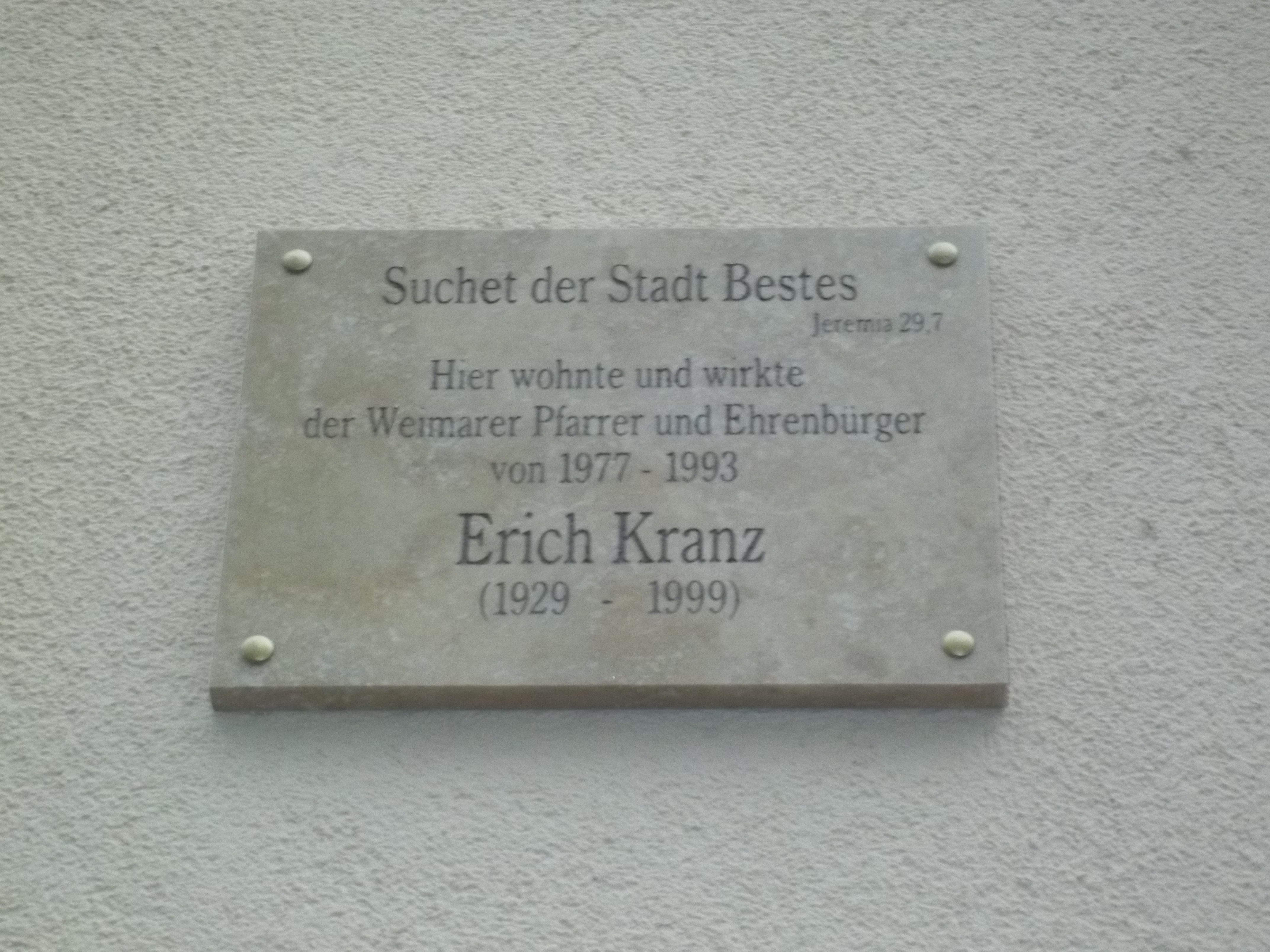
Gedenktafel für Erich Kranz in Weimar, Am Jakobskirchhof 9

Erich Kranz (* 24. Februar 1929 in Breslau; † 19. März 1999) war ein deutscher evangelischer Pfarrer und ist seit 1991 Ehrenbürger der Stadt Weimar.

## Leben und Wirken
Erich Kranz war von 1949 bis 1956 politischer Häftling im als Gelbem Elend bekannten Gefängnis in Bautzen, ein Mithäftling und Zellennachbar war Walter Kempowski.
Kranz studierte von 1957 bis 1961 Evangelische Theologie am Theologischen Seminar Leipzig und übernahm nach Studienabschluss im September 1964 die Kirchgemeinde Umpferstedt. Er betreute auch die Kirchgemeinden Schwabsdorf, Wiegendorf und Rödigsdorf.
1977 wurde Erich Kranz zum Pfarrer an der Jakobskirche in Weimar und gleichzeitig zum Jugendpfarrer berufen. Unter seiner Leitung gab es regelmäßig Taufseminare, die wachsenden Zuspruch bei eigenständig denkenden Jugendlichen fanden.
Im September 1987 empfing Kranz die Teilnehmer des Olof-Palme-Friedensmarsches der Christlichen Friedenskonferenz Thüringen vor der Herderkirche und begrüßte ihr Engagement für ein atomwaffenfreies Europa. Andererseits wurde Kranz in und um Weimar zum Vorbild und zur Leitfigur des Widerstandes gegen Ungerechtigkeit und Unterdrückung des DDR-Staates. Trotz jahrelanger Bespitzelung durch das Ministerium für Staatssicherheit blieb das Gemeindeleben an der Jakobskirche lebendig und engagiert – Pfarrer Kranz schützte, förderte und motivierte viele Menschen, Christen wie Nichtchristen.

## Friedliche Revolution in Weimar 1989
In der Zeit der Wende in der DDR im Herbst 1989 war Erich Kranz in Weimar eine der Identifikationsfiguren der Friedlichen Revolution. Er wurde mit seinem überdurchschnittlichen bürgerlichen Engagement zu einem der regionalen Initiatoren.
Zuvor hatten die gefälschten DDR-Kommunalwahlen vom 7. Mai 1989 für Empörung und Protest gesorgt – Pfarrer Kranz war in Weimar einer der ersten, die die Ergebnisse anzweifelten und das Gespräch mit den Verantwortlichen suchten. Kranz war es auch, der wenige Monate später mit dem Bibelwort „Suchet der Stadt Bestes“ am 4. Oktober 1989 zur offenen Diskussion in die Jakobskirche einlud. Weil ein sehr großer Menschenandrang zu erwarten war, wich man in die größere und dann ebenfalls überfüllte Stadtkirche St. Peter und Paul aus.
Beginnend am 24. Oktober 1989 und ausgehend vom Platz der Demokratie kam es in Weimar jeweils dienstags zu Großdemonstrationen – so am 31. Oktober 1989 mit geschätzt 15.000 Teilnehmern. Die Demonstrationen führten zu staatlichen Dienststellen, so etwa zur Kreisdienststelle des Ministeriums für Staatssicherheit. Angeführt wurden sie von Pfarrer Christoph Victor, Diakon Hans-Jürgen Olbrecht und Aktivisten des Neuen Forums. Kranz war an diesen Ereignissen meist direkt, stets jedoch mittelbar beteiligt. Zunächst wurden Demokratie in der DDR und Öffnung der Stasi-Archive gefordert, später die Wiedervereinigung Deutschlands.
Am 6. November 1989, also drei Tage vor der unabsehbaren Öffnung der Mauer in Berlin, predigte Erich Kranz beim Friedensgebet in der Nikolaikirche in Leipzig.

## Ehrenbürgerschaft 1991
Für seine Verdienste an und stellvertretend für die in der Bürgerbewegung engagierten Bürger der Friedlichen Revolution in der Stadt beschloss am 11. September 1991 Weimars Stadtverordnetenversammlung, Erich Kranz mit der Ehrenbürgerschaft auszuzeichnen. Die Ehrung erhielt Kranz zur Festveranstaltung anlässlich des ersten Tags der Deutschen Einheit am 3. Oktober 1991 im Deutschen Nationaltheater Weimar.
Die Laudatio hielt der Schriftsteller Wulf Kirsten.

„Erich Kranz hat seit Beginn der achtziger Jahre immer zielstrebiger und konsequenter Widerstand geleistet. Seine Kirche stand allen Menschen offen. Er zog sich nicht in ein theologisch eingegrenztes und abgeschottetes Schneckenhaus zurück, in dem die Belange des Volkes kein Gegenstand waren. […] Er hatte für alle ein offenes Ohr, die seinen Rat und Beistand suchten. […] Es freut mich, der ich mich voller Stolz zur Bürgerbewegung bekenne, deshalb ganz besonders, dass die Stadt Weimar anlässlich des Tages der Einheit sich zu diesen Frauen und Männern vom Herbst 1989 bekennt und aus ihrer Mitte den Würdigsten gewählt hat. […] Wer die erste Zusammenkunft in der Stadtkirche vom 4. Oktober miterlebt hat, wird sich an ein einmaliges Gefühl nicht wiederholbarer Befreiung und Erhebung erinnern. Er weiß, an jenem Abend hat ihn in der Stadtkirche zu Weimar der Atem der Geschichte angeweht.“

Erich Kranz antwortete in seiner Dankesrede:

„Wir sind damals im Herbst ‘89 aufgebrochen mit einem geistlichen Wort, es war unsere Bitte ‚Suchet der Stadt Bestes‘, ein alttestamentarisches Wort. Aber was ist das Beste einer Stadt, unserer Stadt, unseres Landes? Daß unsere Stadt blüht an Kunst, an Bildung, Kultur, an Freiheit und Gerechtigkeit. Das kann sie aber nur, wenn wir alle es als unsere Aufgabe bezeugen, für Freiheit und Gerechtigkeit verantwortlich einzustehen. Nutzen wir die Gegenwart zu Menschenwürde und Menschenrecht. Dann können wir gute Zukunft für unsere Kinder und Enkelkinder erwarten. Ein Volk ohne Vision geht zugrunde, so sagt es ein Weisheitsspruch aus unserer guten alten Bibel.“

## Privates
Erich Kranz war mit Ingrid Kranz (1940–2015) verheiratet. Sie war seit 1972 Bibliothekarin und von 1990 bis 2000 Direktorin der heutigen Universitätsbibliothek der Bauhaus-Universität Weimar. Das Ehepaar hinterließ drei Söhne.